# TREKKIE TRAX
TREKKIE TRAX （トレッキートラックス）は、日本のレコード・レーベルおよびアーティスト・コレクティブである。「日本の音楽を世界に」のもと、200枚以上のシングルとアルバム、約1000曲をリリースし、コンピレーションやプロデュース活動で注目され、クラブ文化を起点に世界へ発信を続けている。

## 概要
東京を拠点とし、ベースミュージックを中核にしながら、ハウス、テクノ、ジューク、エレクトロニカ、ダブステップ、ジャングルなどジャンルを横断する楽曲を発信している。  Pitchforkがコンピレーション『Trekkie Trax the Best 2012‑2015』をレビューし、7.4という高評価を与えたことも含め、海外からの注目も高い。

## 歴史
設立当初は秋葉原で開催された未成年向けパーティ「Under 20」としてスタートし、ネットレーベルとして成長した。  2014年にはフィンランドのTop Billinから『Trekkie Trax Japan Vol.1』がリリースされ、海外での展開を開始。  2016年にはアメリカ3都市6公演のツアーを敢行し、ポーター・ロビンソンのアフターパーティーに出演なども果たす。

## アーティストとコミュニティ
創設メンバーは Seimei、Carpainter、futatsuki、andrewを中心に構成され、現在も「TREKKIE TRAX CREW」名義でDJセットを敢行するなど、アーティスト集団としての側面も持つ。Masayoshi IimoriやFellsiusといったレーベルアーティストを中心にリリースされた楽曲群は、ディプロやスクリレックスといった海外のEDM DJからジャイルス・ピーターソン、ベンUFOといったアンダーグラウンドシーンのDJまで、ジャンルを超越した支持を得ている。

## 影響と評価
Pitchfork、DJ Mag、Mixmag、Vice（Noisey）など多くの国外メディアで評価を受け、国内ではTREKKIE TRAX CREWとしてFUJI ROCK FESTIVAL、ULTRA JAPAN、EDC JAPANなどの大型フェスへの出演も重ねている。